# چنار (مه‌ولات)
چنار (مه ولات)، روستایی از توابع بخش شادمهر شهرستان مه ولات در استان خراسان رضوی ایران است.
کدخدا:امیرحسین نظامدوست چناری  متولد1385

## جمعیت
این روستا بزرگ ترین روستای مه ولات است و براساس سرشماری مرکز آمار ایران در سال ۱۳۸۵، جمعیت آن6000هزار نفر 500خانوار) بوده است